# Johann Kaspar Zeuss
Johann Kaspar Zeuss (Kronach, 22 luglio 1806 – Kronach, 10 novembre 1856) è stato uno storico e filologo tedesco, fondatore della filologia celtica.

## Vita
Fece i suoi studi al ginnasio di Bamberga, poi all'università di Monaco. Appartenente a una famiglia cattolica, i suoi genitori speravano diventasse sacerdote, ma il giovane scelse la carriera universitaria, avendo inclinazioni soprattutto verso la ricerca storica e linguistica. Entrato come studente nell'università di Monaco, dopo avere finito i suoi studi rimase a Monaco di Baviera come professore in un ginnasio. Nel 1837 pubblicò Die Herkunft der Baiern von den Markomannen che gli valse il titolo di dottore all'università di Erlangen. Lo stesso anno cominciò a insegnare storia al liceo di Spira. Nel 1847 fu nominato professore di storia all'università di Monaco. Per problemi di salute si trasferì a Bamberga dove insegnò nel locale liceo. Nel 1853 pubblicò la monumentale Grammatica Celtica, scritta in latino perché fosse letta da un pubblico internazionale; l'opera lo rese famoso. Nel 1854 prese un periodo di ferie per l'aggravarsi delle sue condizioni, ma morì l'anno seguente.

## Campi di studi
Zeuss fu un uomo di una grande erudizione: aveva infatti una profonda conoscenza della filologia, della storia e dell'etnologia. I suoi studi sulle lingue germaniche gli avevano fatto capire la necessità di approfondire la conoscenza delle lingue celtiche, campo fino ad allora trascurato dagli altri studiosi. Per studiare gli antichi manoscritti, in particolare in antico irlandese, si recò a Karlsruhe, a Würzburg, a San Gallo, a Milano, Londra e ad Oxford. Le sue ricerche nelle biblioteche di queste città gli permisero di scoprire e copiare antichi documenti. Si interessava sia alle lingue antiche che alle moderne.
Con la sua opera maggiore, la Grammatica Celtica, Zeuss poté stabilire che le lingue celtiche appartenevano alla famiglia delle lingue indoeuropee dando una solida base scientifica alla filologia celtica. Dopo la morte, i suoi lavori furono rivisti e ripubblicati da Hermann Wilhelm Ebel (Berlino, 1871).
Zeuss fu anche l'autore di Traditiones possessionesque Wirzenburgenses (1842) e di Die Freie Reichstadt Speyer vor ihrer Zerstörung.

## Opere
- Die Deutschen und die Nachbarstämme, München 1837 (Google Books)
- Die Herkunft der Baiern von den Markomannen gegen die bisherigen Muthmassungen bewiesen, München 1839 (Google Books)
- Traditiones possessionesque Wizenburgenses, Spira 1842
- Die freie Reichsstadt Speier vor ihrer Zerstörung nach urkundlichen Quellen örtlich geschildert, Spira 1843
- Grammatica Celtica e monumentis vetustis tam Hibernicae linguae quam Britannicae dialecti cambricae cornicae armoricae nec non e gallicae priscae reliquiis, construxit J. C. Zeuss, Lipsiae (Lipsia) 1853